# Jengu
Jengu (plural miengu) este un zeu sau o clasă de zei în Africa. 